# Панта
Панта (груз. პანტა) или Бабыш-Иашта (абх. Бабышь-Иашҭа) — село в Абхазии, в Гулрыпшском районе частично признанной Республики Абхазия, согласно административному делению Грузии — в Гульрипшском муниципалитете Абхазской Автономной Республики, у берега реки Кодор.
Название села в переводе с абхазского означает Поляна Бабыша, что связано с именем князя Бабыша Маршан.

## Население
До махаджирства в селе проживали абхазы-цабальцы под верховенством княжеской фамилии Маршан. В последующие десятилетия село было заброшено. К началу XX века в село стали прибывать поселенцы-армяне.
В 1959 году в селе Панта жило 42 человека, в основном армяне (в Амткельском сельсовете в целом — 2245 человек, в основном армяне, а также грузины). В 1989 году в селе проживал 1 человек, в основном армяне.